# Izu Ōshima
Izu Ōshima (伊豆大島 Izu-ōshima?) este o insulă vulcanică din Arhipelagul Izu din Marea Filipine, la aproximativ 120 km sud-vest față de Honshu, Japonia, 22 km est față de Peninsula Izu și la 36 km față de Peninsula Bosho.  La fel ca și celelalte insule din grupul de insule Izu face parte din Parcul Național Fuji-Hakone-Izu.  Izu Ōshima cu o suprafață de 91.06 km² este cea mai mare și cea mai apropiată de Tokyo dintre insulele ce aparțin de acesta, incluzând și Insulele Ogasawara.

## Geografie

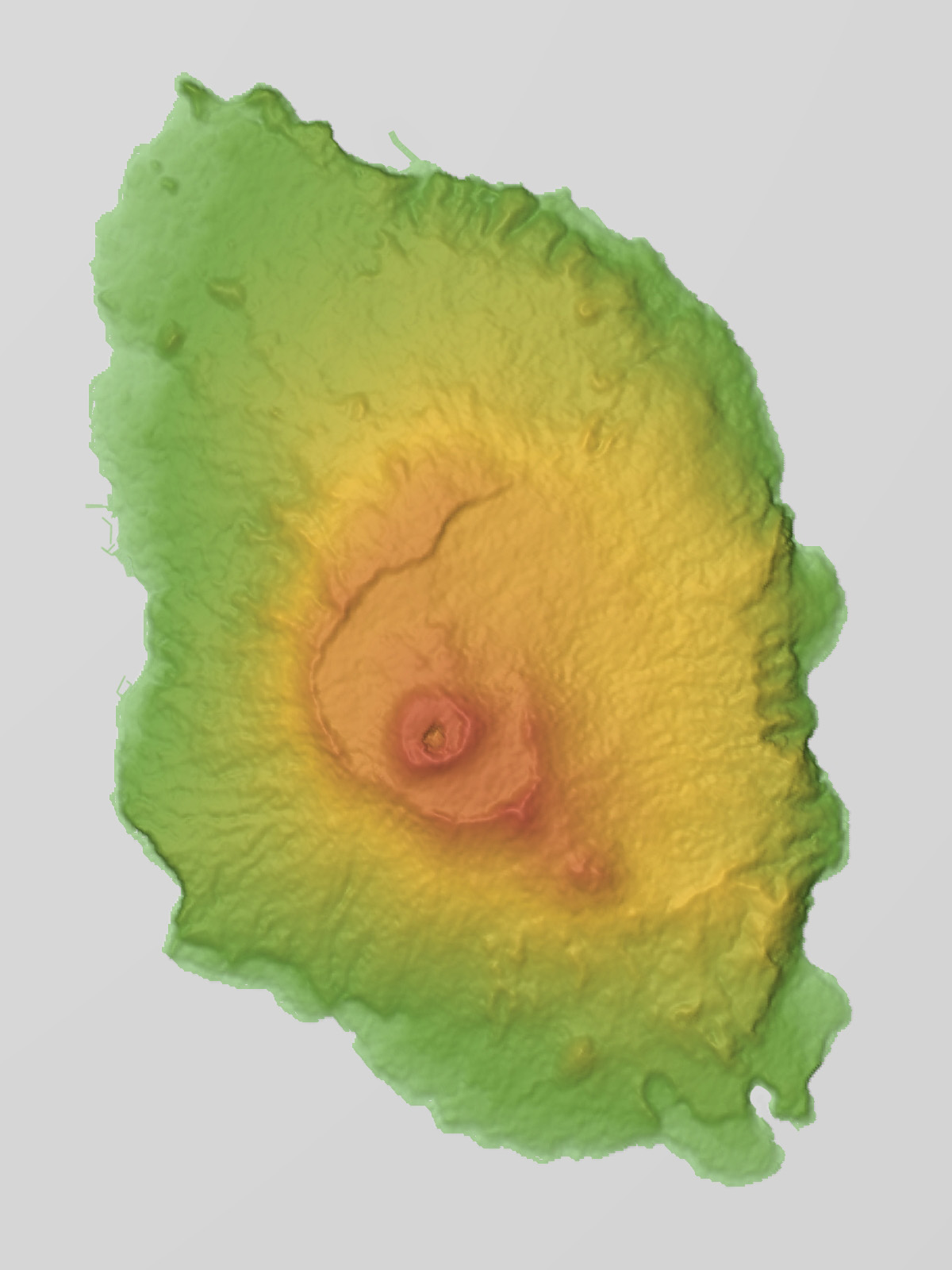
Relief map

Insula este un statovulcan cu un con compozit din bazalt datând din Pleistocen, de  aproximativ acum 10.000 sau 15.000 de ani. Insula are o linie de coastă aproximativ circulară cu o lungime de aproape 52 km. Cel mai înalt punct este Muntele Mihara care este un vulcan activ cu o înalțime de 758 de metri. Sa consemnat că muntele a erupt de mai multe ori dea lungul istoriei, există o mentiune încă din perioada Nara.
Erupții majore au avut loc în anii 1965 și 1986, fiecare ducând la evacuarea locuitorilor. Ultima erupție consemnată s-a produs în 1990.

## Climat
Insula Izu Ōshima are un climat subtropical umed (Clasificarea Koppen Cfa) cu veri calde și ierni friguroase. Precipitațiile de-a lungul anului sunt abundente, și sunt mai mici iarna decât în restul anului.
| Date climatice pentru Izu Ōshima                    | Date climatice pentru Izu Ōshima | Date climatice pentru Izu Ōshima | Date climatice pentru Izu Ōshima | Date climatice pentru Izu Ōshima | Date climatice pentru Izu Ōshima | Date climatice pentru Izu Ōshima | Date climatice pentru Izu Ōshima | Date climatice pentru Izu Ōshima | Date climatice pentru Izu Ōshima | Date climatice pentru Izu Ōshima | Date climatice pentru Izu Ōshima | Date climatice pentru Izu Ōshima | Date climatice pentru Izu Ōshima |
| Luna                                                | Ian                              | Feb                              | Mar                              | Apr                              | Mai                              | Iun                              | Iul                              | Aug                              | Sep                              | Oct                              | Nov                              | Dec                              | Anual                            |
| --------------------------------------------------- | -------------------------------- | -------------------------------- | -------------------------------- | -------------------------------- | -------------------------------- | -------------------------------- | -------------------------------- | -------------------------------- | -------------------------------- | -------------------------------- | -------------------------------- | -------------------------------- | -------------------------------- |
| Maxima medie °C (°F)                                | 10.7 (51,3)                      | 11.2 (52,2)                      | 13.5 (56,3)                      | 18.0 (64,4)                      | 21.5 (70,7)                      | 24.0 (75,2)                      | 27.1 (80,8)                      | 29.2 (84,6)                      | 26.2 (79,2)                      | 21.5 (70,7)                      | 17.4 (63,3)                      | 13.3 (55,9)                      | 19,5 (67,1)                      |
| Media zilnică °C (°F)                               | 7.3 (45,1)                       | 7.4 (45,3)                       | 9.9 (49,8)                       | 14.2 (57,6)                      | 17.9 (64,2)                      | 20.8 (69,4)                      | 24.1 (75,4)                      | 25.7 (78,3)                      | 23.0 (73,4)                      | 18.5 (65,3)                      | 14.2 (57,6)                      | 9.9 (49,8)                       | 16,1 (61)                        |
| Minima medie °C (°F)                                | 3.7 (38,7)                       | 3.4 (38,1)                       | 6.2 (43,2)                       | 10.3 (50,5)                      | 14.5 (58,1)                      | 18.1 (64,6)                      | 21.8 (71,2)                      | 23.1 (73,6)                      | 20.5 (68,9)                      | 15.7 (60,3)                      | 11.0 (51,8)                      | 6.2 (43,2)                       | 12,9 (55,2)                      |
| Minima istorică °C (°F)                             | −2.8 (27)                        | −4 (24,8)                        | −1.9 (28,6)                      | 0.1 (32,2)                       | 6.4 (43,5)                       | 10.4 (50,7)                      | 12.4 (54,3)                      | 16.0 (60,8)                      | 12.4 (54,3)                      | 7.2 (45)                         | 3.0 (37,4)                       | −3 (26,6)                        | −4 (24,8)                        |
| Precipitații mm (inches)                            | 130.5 (5.138)                    | 146.9 (5.783)                    | 258.2 (10.165)                   | 238.7 (9.398)                    | 259.8 (10.228)                   | 337.8 (13.299)                   | 246.5 (9.705)                    | 231.0 (9.094)                    | 353.1 (13.902)                   | 329.0 (12.953)                   | 194.9 (7.673)                    | 100.8 (3.969)                    | 2.827,2 (111,307)                |
| Umiditate [%]                                       | 64                               | 65                               | 69                               | 75                               | 79                               | 84                               | 87                               | 86                               | 83                               | 77                               | 73                               | 67                               | 75,8                             |
| Ore însorite                                        | 149.4                            | 130.9                            | 149.0                            | 148.3                            | 167.5                            | 110.0                            | 127.2                            | 170.3                            | 115.0                            | 117.5                            | 125.6                            | 145.3                            | 1.656                            |
| Sursa nr. 1: Japan Meteorological Agency (averages) |                                  |                                  |                                  |                                  |                                  |                                  |                                  |                                  |                                  |                                  |                                  |                                  |                                  |
| Sursa nr. 2: Japan Meteorological Agency (records)  |                                  |                                  |                                  |                                  |                                  |                                  |                                  |                                  |                                  |                                  |                                  |                                  |                                  |

## Administrație
Insula este administrată de subprefectura Oshima din guvernul metropolitan din Tokyo. Pe data de 1 iunie 2015 populația insulei era de 2.451. Orasul  Ōshima servește drept sediul guvernului local de pe insulă. Orașul Ōshima este format din cele șase cătune tradiționale Okada, Motomura, Senzu, Nomashi, Sashikiji și Habuminato, cu Motamuro centru administrativ.

## Acces
Izu  Ōshima este un loc popular pentru turiști , atât din Tokyo câtși din Shizuoka din cauza apropierii de insulă principală. Există un număr de feriboturi care pleacă de pe docul Takeshiba Sanbashi, aproape de Gara Hamamatsuchō. Feriboturi de asemenea pleacă din Atami, Prefectura Shizuoka.
Sunt mai multe zboruri pe zi de pe Aeroportul Ōshima la Aeroportul Internațional Tokyo (Haneda), Aeroportul  Hachijojima din Hachijojima și pe Aeroportul  Chōfu din Chōfu (toate cele patru aeroporturi sunt în Tokyo).

## Ficțiune populară
Muntele Miharu și Izu  Ōshima au apărut proeminent în filmul The Return of Godzilla, drept locația unde autoritățile japoneze au îngropat-o pe Godzilla. Muntele Mihara a aparut din nou în continuarea directa a filmului în, Godzilla vs. Biollante, în care Godzilla a fost eliberată când vulcanul a erupt. 
În franciza Pokemon, Insula Cinnabar era situată pe  Izu  Ōshima.

## Galerie

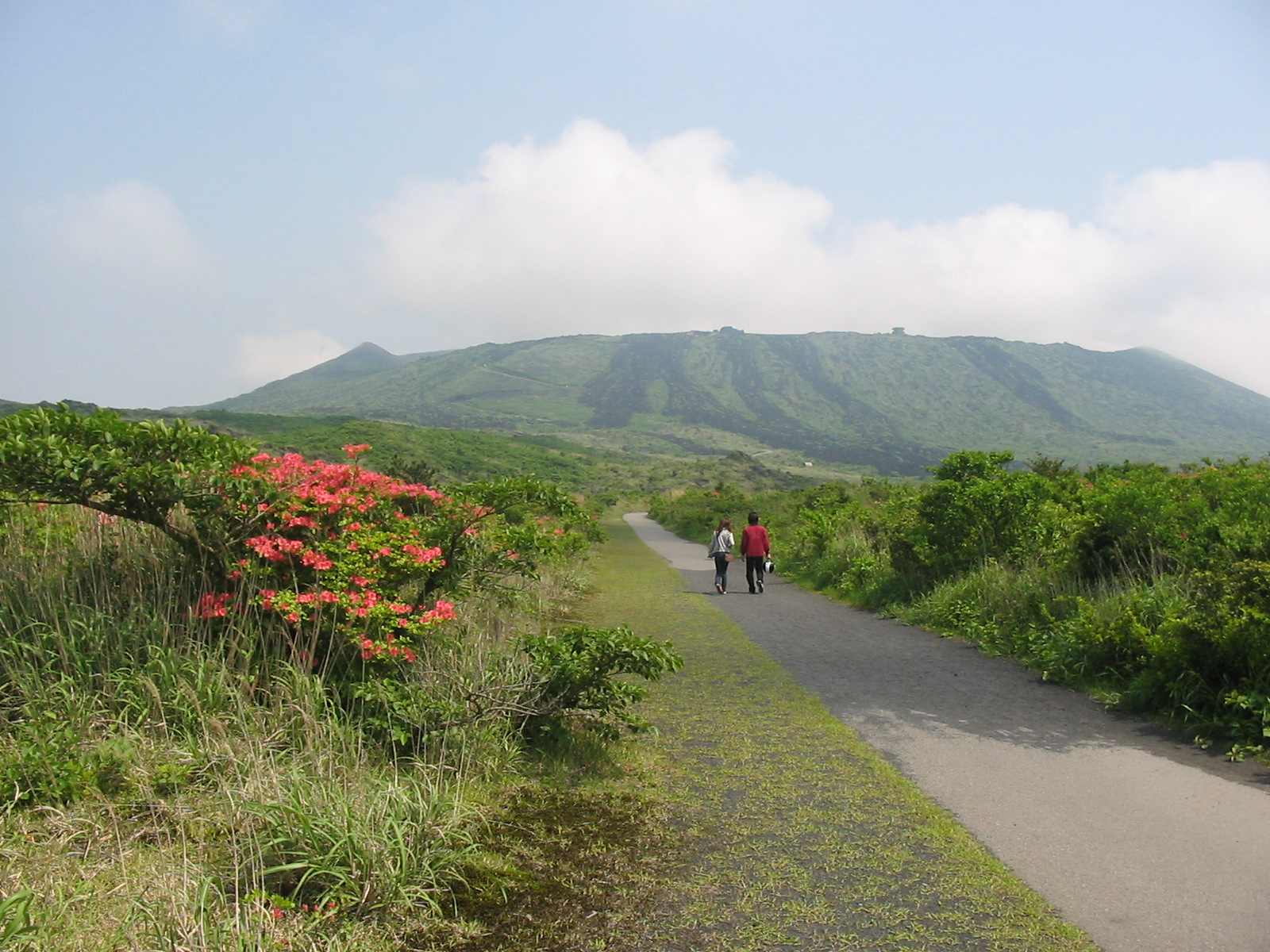
Craterul din vârful muntelui